# Sarlay Soma
Nagysarlói Sarlay Soma (1872 – 1955) genealógus, államtudor, miniszteri tanácsos.

## Élete
Szülei Sarlay Pál (Paul; 1834?-1903) földbirtokos, megyebizottsági tag és ragályi Halászy Franciska (1840-1913), testvérei Helén és Irén (Prileszky Istvánné) voltak.
Az 1890-es években a losonci főgimnáziumban tanult. 1901-ben tiszteletbeli szolgabiró, 1903-ban belügyminiszteri tisztviselő. 1904-ben téglagyárát építtetett az ajnácskői vasútállomás közelében. 1911-ben részvénytársasággá alakítja, 1913-ban pedig újat építtet. A század elején Besztercebányán szolgált, mint főispáni titkár. 1911-től az Ajnácskői Takarékpénztár Részvénytársaság igazgatósági tagja, majd elnöke volt. 1915-ben minisztériumi fogalmazó Budapesten. 1916-ban mint segédtitkárt a belügyminisztérium a Közélelmezési Hivatalhoz rendelte. 1918-ban az Országos Közélelmezési Hivatal VII. főosztályán ügyosztály-vezető. 1919 októberében miniszteri titkárként a Szilvaközpont felszámoló bizottságának elnöke lett.
1915-től Dőry Ferenc ajánlására tagja lett a Magyar Történelmi Társulatnak. 1938-ban tagja lett a Magyar Heraldikai és Genealógiai Társaság igazgató-választmányának.
Hagyatéka a Magyar Nemzeti Levéltárban P 2182 szám alatt található. 1896-ban Nagy Ivánnak írt levelet.

## Művei
- 1903 Gömör-Kishont vármegye nemes családai. In: Borovszky Samu (szerk): Gömör-Kishont vármegye, 632—660. (tsz. Reiszig Ede)
- 1933 A Sturman-család eredete. Turul 47, 35-36.
- 1934 Madách Imre nagyatyjáról. Irodalomtörténeti közlemények 44/3, 305-306.
- 1934 A hosszú török háború és a magyar jobbágy sorsa. Nemzeti Kultúra II, 101-105.
- 1934 Madách Imre nagyatyjáról. Nemzeti Kultura II/6, 345-346.
- 1934 Az aszódi uradalom birtoklásának története. Turul 48, 78-79.
- 1937 Madách Imre és Fráter Erzsébet vérségi kapcsolata. Turul 1937, 43.
- 1938 Darvas János jegyzőkönyve. Magyar Családtörténeti Szemle 1938/2–3, 55–58.
- 1940 Az Esterházy család múltjából. Turul 1940.
- 1940 Vattai Battha Bálint végrendelete. MCsSz 1940/1, 13–15.
- 1941 Kármán család. MCsSz 1941/4, 88–89.
- 1941 A Garay-család. Turul 55, 35-38.
- 1941 Aranymíves családok a XVIII. században. MCsSz 1941/12, 269–270.
- 1942 A Spillenberg család őse. MCsSz 1942/1, 17–18.
- 1942 A bécsi udvar ajándékai a XVI-ik században. MCsSz 1942/2, 36–38.
- 1942 Losonczy Gyürky István végrendelete. MCsSz 1942/3, 58–62.
- 1942 A Köleséri család. MCsSz 1942/4, 84–86.
- 1942 Érdekes királyi elhatározások. MCsSz 1942/5, 104–105.
- 1942 A Jókay család és rokonsága. MCsSz 1942/6, 126–128.
- 1942 Derencsényi György végrendelete. MCsSz 1942/8, 186–188.
- 1942 A tékozló Géczy Pál. MCsSz 1942/12, 276–278.
- 1943 A Fábiánfalusy család. MCsSz 1943/3, 68–71.
- 1944 A kisapponyi Borju család. MCsSz 1944/3, 55–61.
- Losonc földesurai (kézirat)